# Сантаелья
Сантаелья (ісп. Santaella) — муніципалітет в Іспанії, у складі автономної спільноти Андалусія, у провінції Кордова. Населення — 6182 особи (2010).
Муніципалітет розташований на відстані близько 330 км на південь від Мадрида, 35 км на південь від Кордови.
На території муніципалітету розташовані такі населені пункти: (дані про населення за 2010 рік)
- Ель-Фонтанар: 276 осіб
- Ла-Гіхарроса: 1372 особи
- Уертас-Бокас-дель-Саладо: 37 осіб
- Уертас-дель-Інхеньєро: 3 особи
- Уертас-дель-Соль: 10 осіб
- Ла-Монтьєла: 906 осіб
- Сантаелья: 3578 осіб

## Демографія
Динаміка населення (INE ):